# Cedral (São Paulo)
Cedral es un municipio brasilero del estado de São Paulo. La ciudad tiene una población de 7.972 habitantes (IBGE/2010). Pertenece a la Microrregión de São José do Río Preto.

## Demografía
Datos del Censo - 2010
Población total: 7.972
- Urbana: 6.307
- Rural: 1.665
- Hombres: 3.977[6]
- Mujeres: 3.995

Densidad demográfica (hab./km²): 40,38
Mortalidad infantil hasta 1 año (por mil): 9,35
Expectativa de vida (años): 75,15
Tasa de fertilidad (hijos por mujer): 2,36
Tasa de Alfabetización: 92%
Índice de Desarrollo Humano (IDH-M): 0,803
- IDH-M Salario: 0,720
- IDH-M Longevidad: 0,836
- IDH-M Educación: 0,852

(Fuente: IPEADATA)

## Hidrografía
- - río Preto

## Carreteras
- SP-310